# Kašrut
| Židé a judaismus |
| Židé • Judaismus • Kdo je Žid |
| Ortodoxní • Konzervativní (Masorti) Progresivní (Reformní - Liberální) • Ultraortodoxní Samaritáni • Falašové • Karaité                                                                                            |
| Etnické skupiny a jazyky |
| Aškenázové • Sefardové • Mizrachim Hebrejština • Jidiš • Ladino • Ge'ez • Buchori |
| Populace (vývoj) |
| Evropa • Amerika • Asie • Afrika • Austrálie |
| Náboženství |
| Bůh • Principy víry • Boží jména 613 micvot • Halacha • Noachidské zákony Mesiáš • Eschatologie |
| Židovské myšlení, filosofie a etika |
| Židovská filosofie Cdaka • Musar • Vyvolenost Chasidismus • Kabala • Haskala |
| Náboženské texty |
| Tóra • Tanach • Mišna • Talmud • Midraš Tosefta • Mišne Tora • Šulchan aruch Sidur • Machzor • Pijut • Zohar |
| Životní cyklus, tradice a zvyky |
| Obřízka • Pidjon ha-ben • Simchat bat • Bar micva Šiduch • Svatba • Ketuba • Rozvod (Get) • Pohřeb Kašrut • Židovský kalendář • Židovské svátky Talit • Tfilin • Cicit • Kipa Mezuza • Menora • Šofar • Sefer Tora |
| Významné postavy židovství |
| Abrahám • Izák • Jákob • Mojžíš Šalomoun • David • Elijáš • Áron Maimonides • Nachmanides • Raši Ba'al Šem Tov • Ga'on z Vilna • Maharal                                                                           |
| Náboženské budovy a instituce |
| Chrám • Synagoga • Ješiva • Bejt midraš Rabín • Chazan • Dajan • Ga'on Kohen (kněz) • Mašgiach • Gabaj • Šochet Mohel • Bejt din • Roš ješiva                                                                      |
| Židovská liturgie |
| Šema • Amida • Kadiš Minhag • Minjan • Nosach Šacharit • Mincha • Ma'ariv • Musaf |
| Dějiny Židů |
| starověk • středověk • novověk |
| Blízká témata |
| Antisemitismus • Gój • Holocaust • Izrael Filosemitismus • Sionismus Abrahámovská náboženství |
| z • d • e |

Kašrut (hebrejsky כַּשְׁרוּת‎) označuje v judaismu soubor pravidel pro rituální způsobilost. Používá se zejména v souvislosti s potravinami: co je povoleno k jídlu, je označováno jako „kašer“ (hebrejsky כשר‎, doslova vhodné). Aškenázská výslovnost tohoto slova je „košer“ a v této podobě proniklo do češtiny a dalších jazyků.
V širším slova smyslu označuje vše, co je povolené, vhodné nebo správné („košer“ mohou být např. tfilin, sefer Tora nebo i osoba).
Vhodnost pokrmů a nápojů určuje Tóra, která je normativním zdrojem židovského náboženského práva (halacha). Tóra stanovuje druhy zvířat, která jsou povolena k jídlu i která jsou zakázána. Předpisy nastavené Tórou byly dále rozpracovány a vyloženy v halachických dílech (Talmud, Šulchan aruch).
Existuje snaha vysvětlit kašrut požadavky hygieny empirickou zkušeností života na poušti; ty jsou však rabínským judaismem odmítány jako nepochopení či oslabení náboženské podstaty celého konceptu.

## Zákaz požívání krve
Tóra celkem na třech místech zakazuje židům konzumaci krve. Krev je spojována s duší a s životem, proto se před dalším zpracováním masa musí krev odstranit. Velká část vyteče během samotné porážky, zbytek je odstraněn zpravidla procesem zvaným melicha: maso je opráno ve vodní lázni a na hodinu důkladně nasoleno, čímž se odstraní zbytky krve vsáknuté do masa.

## Povolená a zakázaná zvířata

### Savci
Ze savců Tóra povoluje jíst všechny sudokopytníky, kteří přežvykují (hovězí, skopové, kozí). Povolena jsou nejen domácí zvířata, ale i některé druhy zvěře, které splňují uvedené parametry (jelenovití, zubr apod.) Velbloud se sice řadí mezi přežvýkavce a sudokopytníky, je však zakázán, neboť jeho kopyta nejsou rozdělena úplně.
Zvíře musí být rituálně správným způsobem poraženo pro tento účel vyškoleným řezníkem – šochetem. Porážka sama se nazývá šchita. Šchita se provádí dokonale hladkým a ostrým nožem bez špičky, kterým šochet bez přerušení přetne hrtan a jícen zvířete. Jelikož jsou přitom zpravidla přeříznuty i krční tepny zvířete, zvíře rychle vykrvácí a umírá. Cílem je mimo jiné zbavit zvíře zbytečné bolesti a stresu. Před dalším zpracováním masa je nejprve důkladně odstraněna krev, zpravidla nasolením (melichou) a omytím. Tento požadavek v praxi bránil Židům v konzumaci masa lovné zvěře, neboť provést šchitu na volně žijících zvířatech je velmi problematické.
Mléko má stejný status jako zvíře, z něhož pochází, tzn. mléko zakázaných zvířat je zakázané.

### Ptáci
Z ptáků jsou povoleny ty druhy, jež Tóra výslovně nezakazuje. V praxi to znamená, že k jídlu jsou zakázáni především dravci, mrchožrouti a masožravci – v některých případech se rovněž jedná o druhy, které byly ve starověkém Egyptě uctívány (ibis posvátný, sup mrchožravý, sokol, luňák hnědý). Mezi zakázané ptáky Tóra řadí i pštrosa a netopýry (savec), kteří byli ve starověku řazeni mezi ptáky. Povolené druhy jsou především drůbež: (kuře, slepice, kachna, husa, krůta) a holub. V minulosti byla v židovské kuchyni populární husa, oceňovaná též jako zdroj sádla.
Některé druhy ptáků v Tóře neuvedené jsou zakázány rabínským zákazem z důvodu chybějící tradice.
Také ptáci musí být řádně poraženi formou šchity a nasoleni za účelem odstranění krve z masa.
Vejce má stejný status jako pták, z něhož pochází, tzn. vejce zakázaných ptáků (a stejně tak i plazů) jsou zakázána.

### Ryby a vodní živočichové
Z ryb jsou košer ty druhy, které mají ploutve a šupiny. U šupin se však jedná pouze o ktenoidní a cykloidní šupiny, jelikož další dva druhy šupin – ganoidní a placoidní – jsou podobné zubovině (přeměněné kostní plátky či kožní výběžky pokryté sklovinou). Ryby není třeba zbavovat krve a patří do skupiny „parve“ potravin.

### Hmyz
Téměř všechny druhy hmyzu jsou zakázány ke konzumaci, výjimku tvoří čtyři druhy kobylek, které Tóra povoluje. Jelikož tyto druhy nejsou známé, nekonzumují se. Tradice jedení těchto kobylek se zachovala pouze v některých jemenitských komunitách.

## Trejfe a nevela
Opakem košer potravin jsou potraviny, které jsou trejfe (טרייף‎, z hebrejského טְרֵפָה‎ trefa, rozsápaná mršina). Trejfe jsou všechna zvířata, která jsou Tórou zapovězená. Jedná se především o masožravce, býložravé savce – lichokopytníky a zvířata bez kopyt, plody moře, již zmíněné dravé a zakázané ptáky a vepře.
Zvířata, která jsou sice košer, ale nebyla poražena rituálně vhodným způsobem, jsou klasifikována jako nevela (נבילה‎, doslova zdechlina). Také tato zvířata jsou zakázána ke konzumaci. Nevelu je ovšem možné dát nebo prodat někomu, kdo se zákony kašrutu není povinen řídit. Ortodoxní žid se ale konzumace takového masa musí vyvarovat.

## Mléko a maso
Jednou z hlavních charakteristik kašrutu a celé židovské kultury je zákaz mísení masitých a mléčných potravin. Zákaz je vyvozován z nařízení Tóry „Nebudeš vařit mládě (kůzle) v mléce jeho matky.“ Celkem trojí opakování zákazu vyložili rabíni tak, že je zakázáno tepelně upravovat maso povolených druhů dobytka společně s mlékem, výsledný produkt konzumovat a je zakázáno z něj mít jakýkoli prospěch (není možné pokrm prodat nežidovi jako v případě nevely).

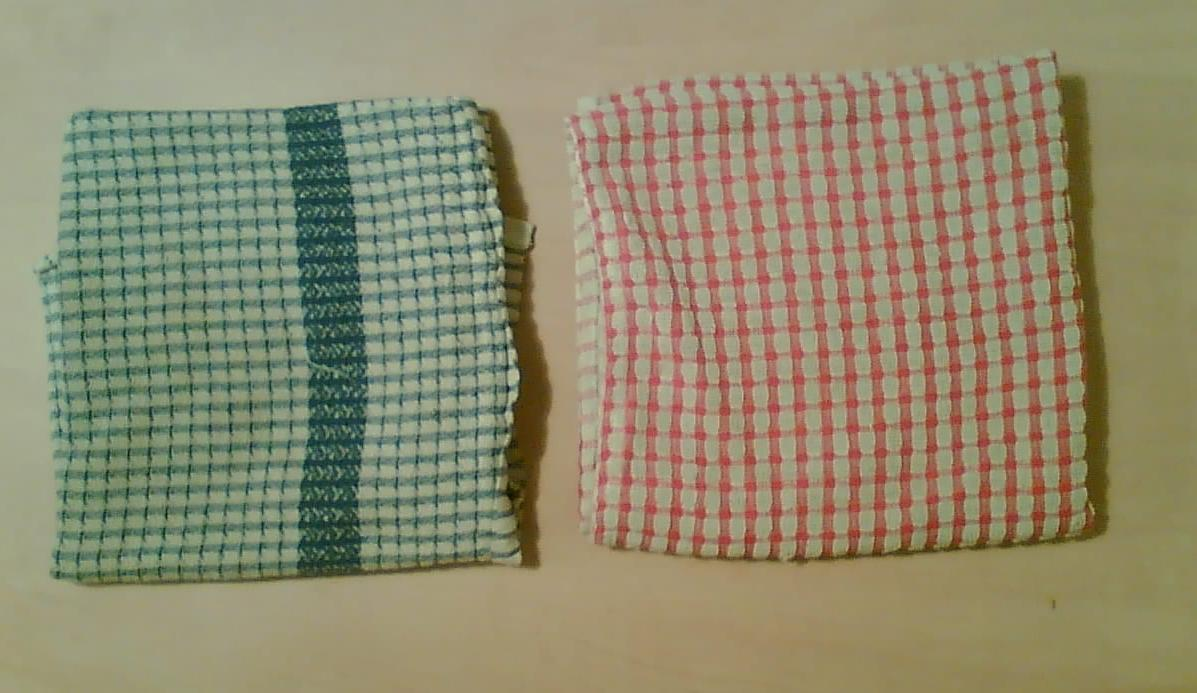
Mléčná a masitá utěrka. V košer kuchyni je zvykem označovat masité nádobí červenou barvou, mléčné nádobí modrou a parve nádobí zelenou.

Pozdější rabínské omezení (gezera) rozšířilo z obavy před možným přestoupením zákona zákaz na mísení jakéhokoli masa (včetně drůbeže, ale ne ryby) a mléka nebo mléčných výrobků. Další omezení zahrnovalo rozdělení nádobí (příbory atd.) na mléčné a masité. V profesionálních kuchyních (hotely, školní jídelny apod.) se z praktických důvodů často používají oddělené celé kuchyně.
Důvod pro rozdělení nádobí je ten, že každý pokrm, který je uvařen v nádobě, zanechává v této nádobě „chuť“ (ta'am). Tento ta'am pak mohou získat i pokrmy, které se vaří v nádobě později a tak dojít ke smísení masitého a mléčného ta'am. Ta'am není možné odstranit pouhým umytím, ale nádobí se musí „vykošerovat“ (viz níže).
Pokud se mléčný a masitý produkt smíchá, je považován za trejfe a je zakázáno jej jíst. Výjimkou je když jedna z částí tvoří méně než 1/60 celého pokrmu (např. kdyby do 60 litrů masového vývaru nateklo méně než 1 litr mléka) a stalo se to neúmyslně. Nádoby, ve kterých se vaří jak mléčné tak i masité výrobky rovněž nejsou košer a pokrm v nich uvařený je zakázaný.
Je také zakázáno konzumovat masitý pokrm a ihned po něm konzumovat pokrm mléčný, u některých mléčných výrobků (tvrdé sýry) platí toto pravidlo i naopak. Lhůta, která musí uplynout mezi konzumacemi, je různá. Podle nizozemského ritu jedna hodina, podle německého tři hodiny, podle východního (polského) musí uplynout hodin šest.

### Parve

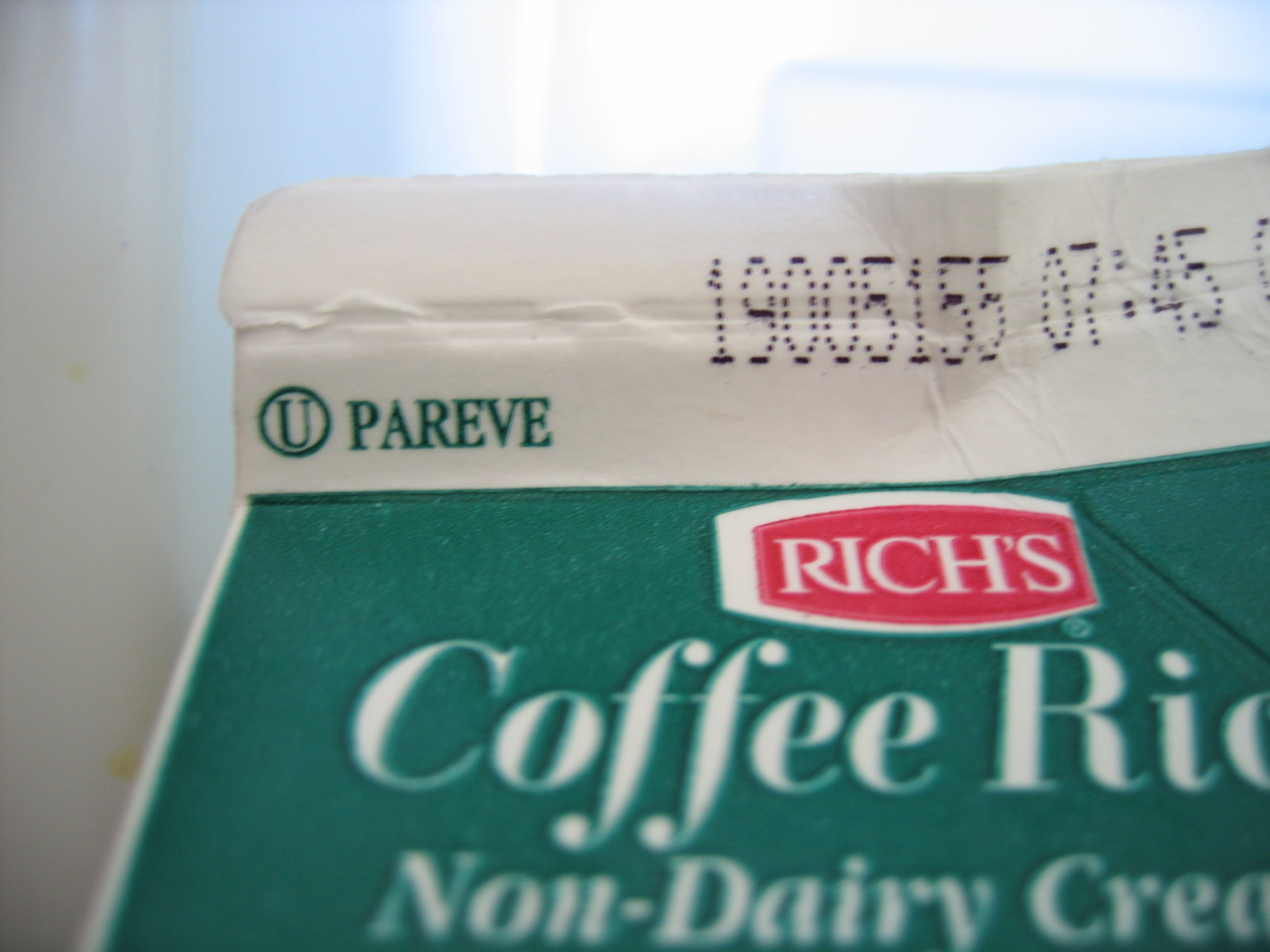
Hechšer Ortodoxní unie na uzávěru parve náhrady za smetanu do kávy

Potraviny, které nejsou ani masitého ani mléčného původu, se označují slovem parve (פרווה‎). Parve potraviny se mohou konzumovat jak s mlékem, tak i s masem. Pokud je ale parve potravina uvařená např. v masitém hrnci společně s charif (potraviny pikantní a pálivé – cibule, česnek, některé druhy koření), získává charakter masitého pokrmu (charif má tu vlastnost, že ta'am „vytáhne“ z nádoby a přijme jej do celého pokrmu). Stejně tak je tomu v případě vaření v mléčných nádobách. Proto zbožní židé mají zvláštní nádoby i na parve.
Parve jsou všechny potraviny rostlinného původu (zelenina, ovoce, houby). Mezi parve potraviny patří rovněž ryby a povolené druhy kobylek, které nejsou považovány za „maso“. Většina ortodoxních židů ale rybu s masem nejí, neboť respektují rabínskou tradici, podle které je nebezpečné konzumovat maso a rybu zároveň. Parve je rovněž sójové mléko. Z živočišných produktů patří do kategorie parve vejce povolených ptáků a také med.

## Výrobky rostlinného původu
Rostlinné potraviny jsou obvykle považovány za méně problémové z hlediska kašrutu. Obecně jsou povoleny ke konzumaci všechny druhy rostlin, včetně těch, které vznikly zakázaným křížením. Potraviny, které přitahují hmyz (mouka, košťálová zelenina aj.) je však potřeba před zpracováním nebo konzumací zkontrolovat. Pro výrobky z Izraele platí ještě některá další omezení ohledně desátků, prvotin atp.
Přísnější pravidla platí pro víno a hroznovou šťávu. Dokud nejsou tepelně zpracovány (např. pasterizací nebo destilací), může jakoukoli manipulaci s nimi provádět pouze věřící a praktikující žid. Pro skladování, převážení nebo distribuci kýmkoli jiným musí být uzavřeny a zajištěny dvojí pečetí.

## Přídatné látky
Kašrut se sleduje i u přídatných látek (aditiv) používaných v potravinářství. Některé z nich se vyrábějí nebo mohou vyrábět ze zakázaných surovin; obsahuje-li výrobek takovou přísadu, je nutno zkontrolovat její původ a posoudit, zda výsledný produkt je povolen, či nikoli. Je-li výsledek pozitivní, vydá rabinát potvrzení o kašrutu zvané hechšer.

## Polotovary a hotové výrobky

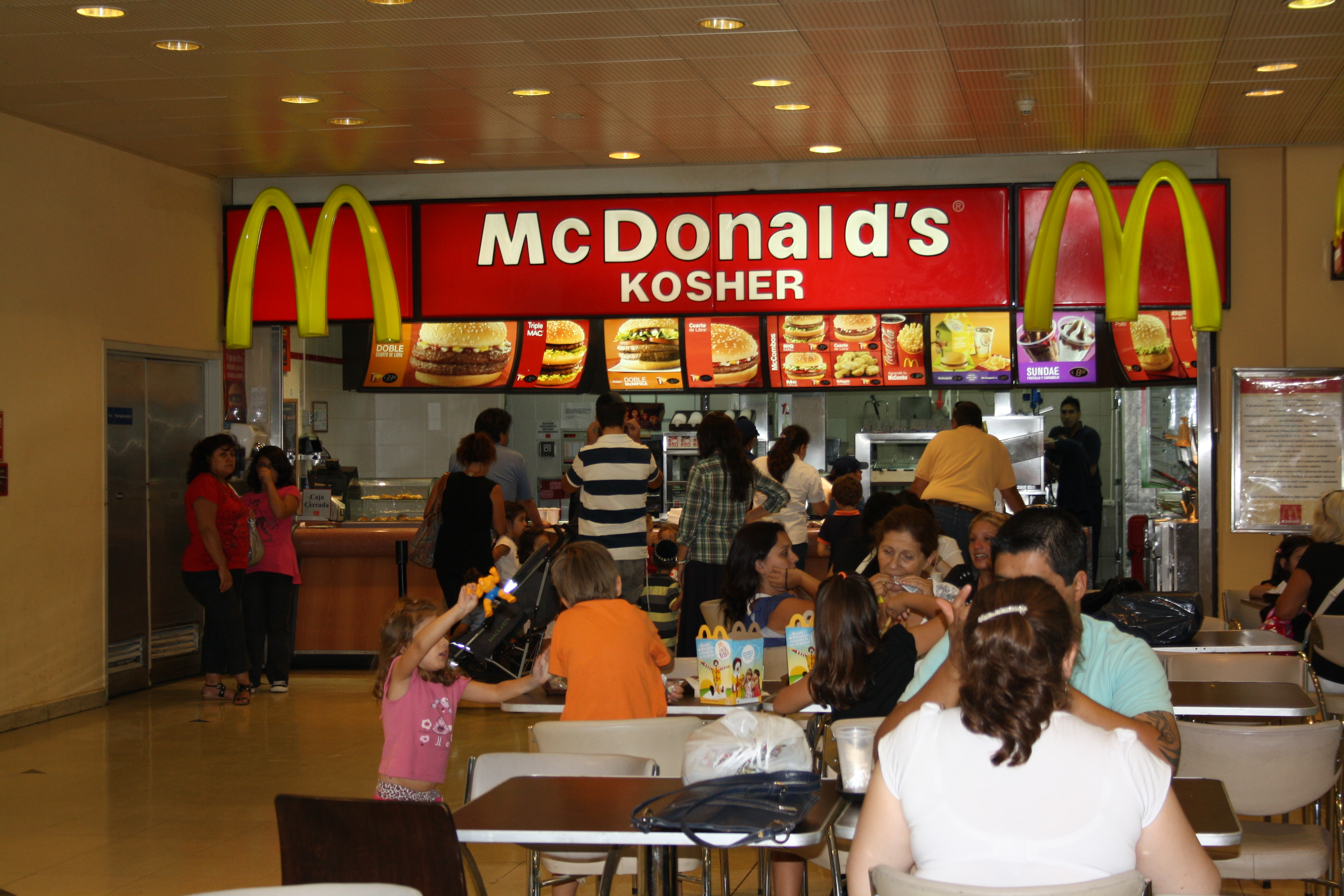
McDonald's Kosher v Buenos Aires (Argentina)

Problém může být i u potravin, které by mohly být košer z hlediska svého složení, ale při jejichž výrobě není dodržen potřebný postup. Nejčastější překážkou je „kontaminace“ nádobí či výrobní linky trejfe nebo mléčnou (popř. masitou) „chutí“ od předchozího vaření. V některých případech se také v určité fázi přípravy vyžaduje součinnost žida (zapnutí sporáku, přidání syřidla do mléka apod.) I v těchto situacích rabinát vydá hechšer pro výrobek či továrnu po posouzení konkrétní situace.
Hechšer nemusí nutně být vyznačen přímo na výrobku; v řadě zemí vydává vrchní rabinát seznam výrobků, značek a přísad, které lze považovat za košer.

## Zvláštní druhy kašrutu

### Glatt košer a košer le-mehadrin

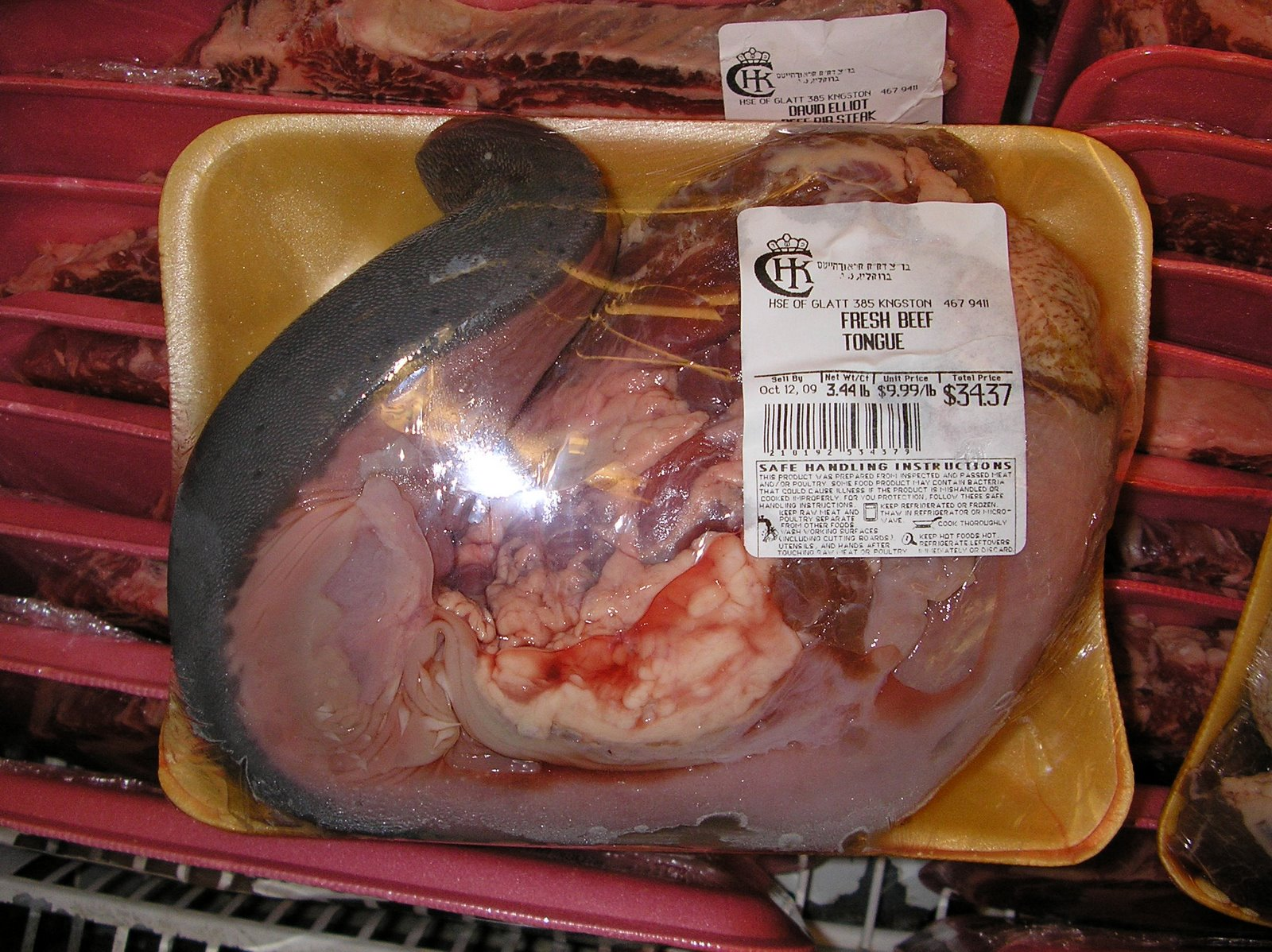
Označení „Glatt“ na hovězím jazyku z porážky dozorované rabinátem v Crown Heights

Glatt košer (גלט כשר‎), nebo také kašer chalak (כשר חלק‎) představuje vyšší standard kašrutu speciálně u masa. Glatt (v němčině a jidiš) znamená „hladký“ (jako v hebrejštině chalak) a v tomto případě odkazuje na plíce zabitého zvířete, které by měly být bez výrůstků apod. Pokud se dají výrůstky odstranit (např. seškrábnutím), maso je podle některých autorit přesto košer, ale ne glatt košer. Sefardští židé považují za košer pouze takové maso, které je podle aškenázských kritérií glatt košer.
Rozlišování mezi košer a glatt košer má smysl pouze u hovězího a skopového masa; často se však označení glatt používá v rozporu s původním významem i pro drůbež nebo bezmasé výrobky jako synonymum k označení mehadrin.

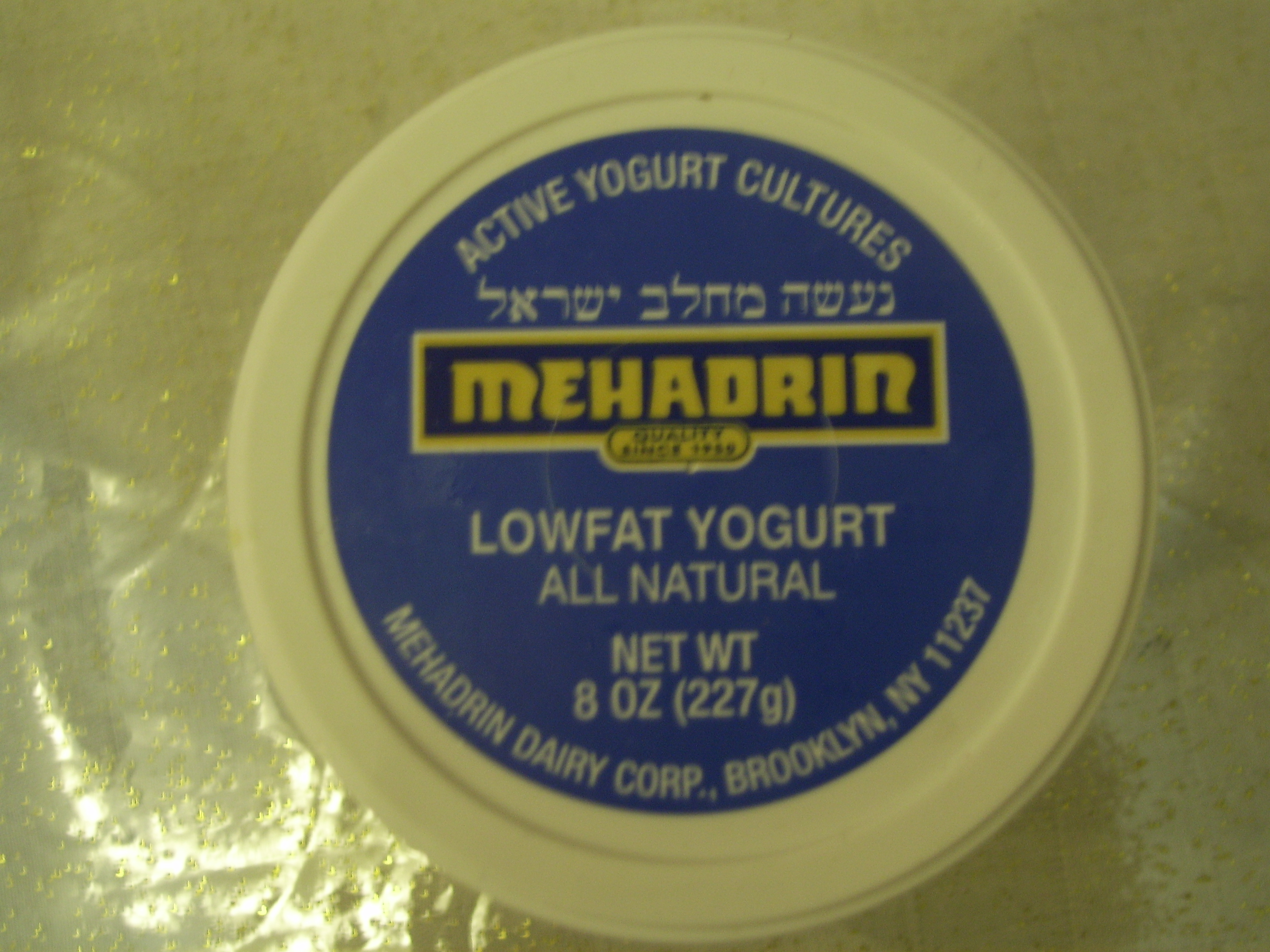
Košer jogurt označený jako „mehadrin“

Košer le-mehadrin (כשר למהדרין‎) označuje výrobek, který byl zhotoven se zvláštní péčí a tak, aby byl kromě „rituální vhodnosti“ i krásný. Hebrejský výraz hadar (הדר‎) znamená doslova „krásný“. Košer le-mehadrin mohou být jak potraviny, tak věci (tfilin, talit, svitek do mezuzy apod.) V případě potravin označení mehadrin zpravidla označuje, že kašrut výrobku vyhovuje nejen základním halachickým předpisům, ale i všem zpřísněným požadavkům aplikovaným v některých komunitách.

### Košer le-Pesach
Zvláštní kapitolu tvoří potraviny a nápoje s označením košer le-Pesach (כשר לפסח‎). Na Pesach platí zvláštní stravovací předpisy, které kromě běžných omezení zahrnují i zákaz konzumace kvásku a běžných obilovin, včetně všech výrobků z nich. Během Pesachu je tedy nutné zbavit domácnost a kuchyni všeho kvašeného (chamec חמץ‎ a so'ar שואר‎). Během svátku je pak doporučeno konzumovat pouze ty potraviny, které mají označení košer le-Pesach. Mezi aškenázskými a sefardskými židy existují rozdíly, sefardští židé například konzumují o Pesachu rýži, stejně tak jako další druhy semen a zrní, označovaných jako kitnijot. Kitnijot jsou naopak v aškenázské kuchyni během Pesachu zakázané.

## Košerování nádobí
Nádobí a příbory se košerují pokud

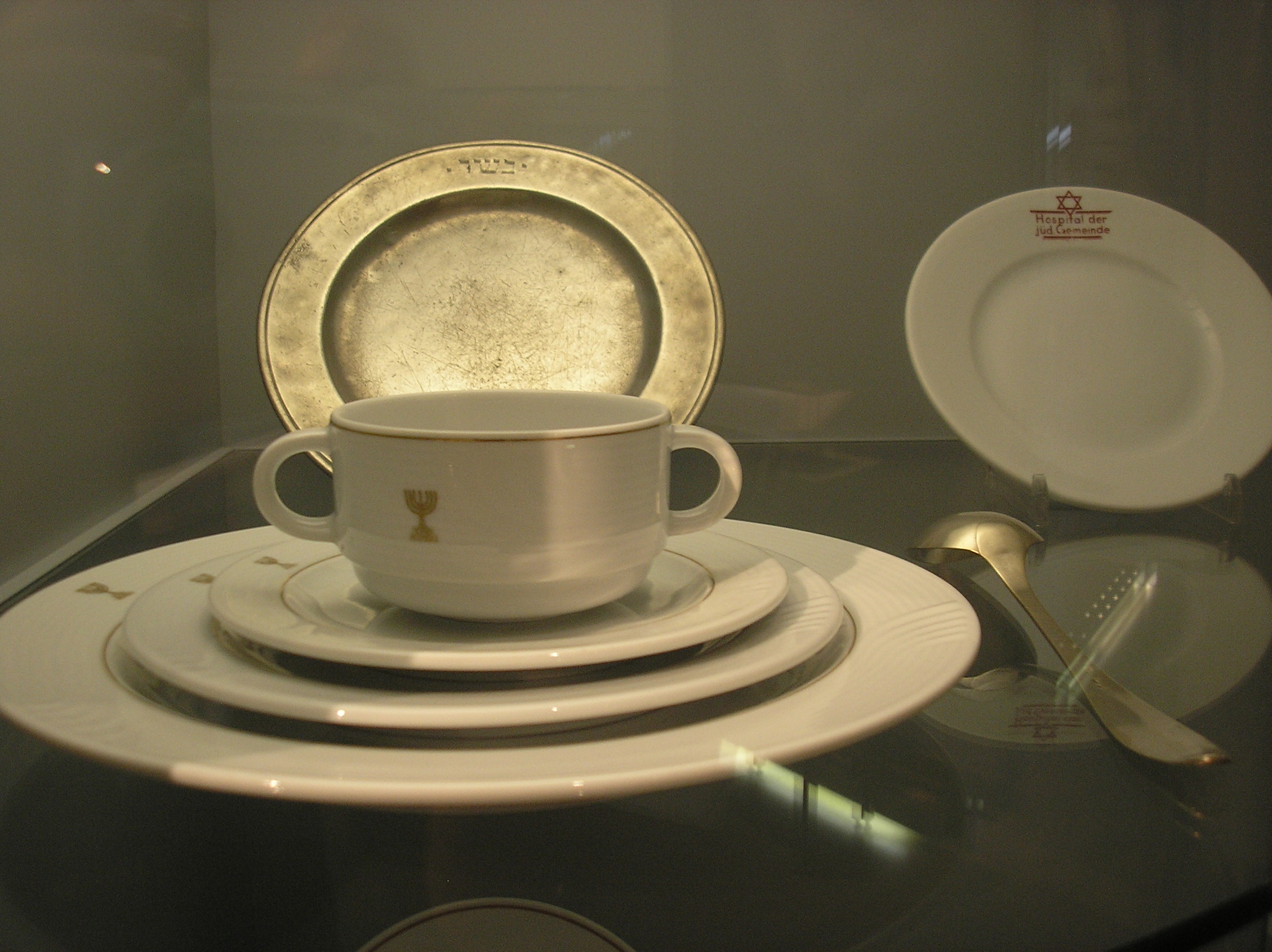
Košer nádobí; kovový talíř lze vykošerovat, navíc nese označení „maso“, aby nedocházelo zbytečně k záměně s mléčnou sadou.

- se nádoba stala trejfe (např. smícháním masa a mléka nebo nekošer potravinou)
- nastává Pesach a nádobí je potřeba vykošerovat od chamecu – kvašeného.

Nádobí vyrobené z kovu, dřeva či kamene je možné vykošerovat. Podmínkou je, aby nádobí bylo z jednoho materiálu (před košerováním je nutné odmontovat všechny části např. z plastu). Za určitých okolností se dá vykošerovat i sklo nebo některé druhy plastu. Teplovzdorné sklo, teflon, hliněné a smaltované nádobí, porcelán a nádobí, které by se při košerování mohlo poškodit, není možné vykošerovat.

### Hag'ala (vyvaření)
Obecně platí zásada, že nádobí může být vykošerováno pouze tím způsobem, jakým bylo znečištěno. Nádobí, které bylo znečištěno vařením nebo podáváním horkých jídel (což se týká především hrnců, talířů a příborů) mohou být vykošerována tak, že se „převaří“ (hag'ala – הגעלה‎).
Před samotným košerováním je zapotřebí důkladně očistit od všech zbytků. Nádobí, které není možné zcela vyčistit, nelze tímto způsobem vykošerovat a je nutné použít libun. Je také vhodné, aby nádobí zůstalo před košerováním 24 hodin nepoužívané. Takto připravené nádobí se ponoří na několik sekund do vroucí vody a poté do studené. Tím se stává košer. Podobným způsobem je možné vykošerovat kuchyňskou linku (vylitím vroucí vody) nebo mikrovlnnou troubu (plná sklenice vody se vloží do trouby, která se následně nechá zapnutá na nejvyšší výkon cca 10 minut). Vaření působí na nádobí tak, že chamec nebo ta'am „vytáhne“ ven. Z toho důvodu se nádoba musí ponořit pouze na několik sekund, neboť v případě, že by byla ve vodě ponechána déle, hrozí nebezpečí, že se do ní chamec nebo ta'am skrze var opět „vrátí“.

### Libun (vypálení)
V případě pánví a grilů, do kterých se nečistota dostává skrze plamen, je nutné použít rovněž plamen. Této technice se říká libun (ליבון‎ dosl. „vybělení“). Rozlišujeme mezi libun kal (lehký) a libun chamur (těžký). Lehkým libunem je možné vykošerovat pánve, které je nutné rozpálit na otevřeném ohni na teplotu zhruba 100–200 °C, libun chamur znamená rozpálit předmět (pánev, rošty) do ruda, aby z něj při doteku jiným předmětem odletovaly jiskry. Protože libun je technika velmi náročná a může nádobí poškodit, doporučuje se mít raději zvláštní sadu nádobí na Pesach; pokud má být pánev či rošt vykošerován z důvodu trejfe, doporučuje se rovněž zvážit, zda není vhodnější koupit věc novou.

## Košer versus halal
Muslimové mohou v případě potřeby konzumovat košer potraviny s výjimkou alkoholických nápojů a jiných omamných látek, ale židé nesmějí konzumovat halal (arabsky: حلال, „ḥalál“, v překladu povolený, přípustný) potraviny. V košer stravování se mimo jiné dbá na (ne)vhodnost kombinování surovin různého typu (to halal neřeší), zatímco halal se spokojuje s prostým výčtem toho, co je muslimovi zakázáno nebo povoleno konzumovat.